# Station Bamberg
Station Bamberg is een spoorwegstation in de Duitse plaats Bamberg. Het station behoort tot de Duitse stationscategorie 2. Het station werd in 1844 geopend.

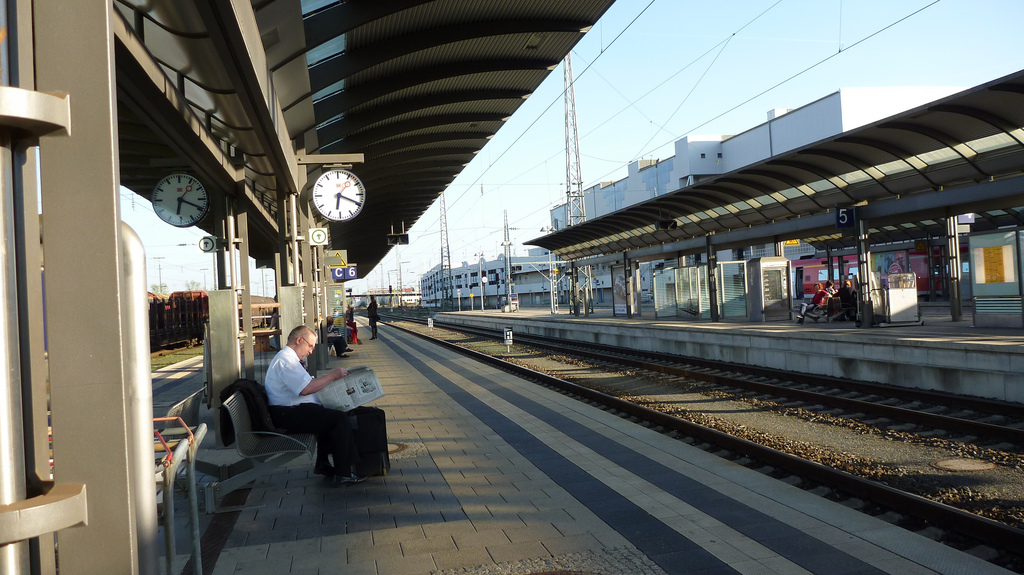
Station Bamberg